# Carol Reed
Sir Carol Reed (n. 30 decembrie 1906, Metropolitan Borough of Wandsworth⁠(d), Anglia, Regatul Unit al Marii Britanii și Irlandei – d. 25 aprilie 1976, Greater London, Anglia, Regatul Unit) este un regizor englez. Este cel mai cunoscut pentru regizarea filmelor Odd Man Out (1947), The Fallen Idol (1948), Al treilea om (1949) și Oliver! (1968). Pentru filmul muzical Oliver!, a primit Premiul Oscar pentru cel mai bun regizor.

## Filmografie
| An   | Film                      | Note |
| ---- | ------------------------- | --- |
| 1935 | It Happened in Paris      | |
| 1935 | Midshipman Easy           | |
| 1936 | Laburnum Grove            | |
| 1937 | Talk of the Devil         | Și scenarist |
| 1937 | Who's Your Lady Friend?   | |
| 1938 | Penny Paradise            | |
| 1938 | Bank Holiday              | |
| 1939 | Climbing High             | |
| 1939 | A Girl Must Live          | |
| 1940 | The Stars Look Down       | |
| 1940 | Girl in the News          | |
| 1940 | Night Train to Munich     | |
| 1941 | Kipps                     | |
| 1941 | A Letter from Home        | |
| 1942 | The Young Mr Pitt         | |
| 1942 | We Serve                  | Recrutarea filmului de Verity Films pentru ATS.                                                                       |
| 1943 | The New Lot               | |
| 1944 | The Way Ahead             | |
| 1945 | The True Glory            | Nemenționat |
| 1947 | Odd Man Out               | Și producător BAFTA Award for Best British Film                                                                       |
| 1948 | The Fallen Idol           | Și producător New York Film Critics Circle Award for Best Director BAFTA Award for Best British Film                  |
| 1949 | The Third Man             | Și producător Grand Prix la Festivalul de Film de la Cannes BAFTA Award for Best British Film                         |
| 1952 | Outcast of the Islands    | Și producător |
| 1953 | The Man Between           | Și producător |
| 1955 | A Kid for Two Farthings   | Și producător |
| 1956 | Trapeze                   | |
| 1958 | Cheia                     | |
| 1959 | Our Man in Havana         | Și producător |
| 1962 | Mutiny on the Bounty      | Înlocuit de Lewis Milestone; Nemenționat                                                                              |
| 1963 | The Running Man           | Și producător |
| 1965 | The Agony and the Ecstasy | Și producător |
| 1968 | Oliver!                   | Academy Award for Best Director 1969 BAFTA Award for Best Film 6th Moscow International Film Festival - Special Prize |
| 1970 | Flap                      | |
| 1972 | Urmărește-mă              | |

## Legături externe
- Carol Reed la Internet Movie Database
- Carol Reed la Allmovie
- Carol Reed  la Screenonline (British Film Institute)
- Carol Reed la Find a Grave

## Vezi și
- Listă de regizori britanici
- Listă de regizori englezi